# El món d'en Beakman
El món d'en Beakman (títol original en anglès: Beakman's World) va ser un programa de televisió educatiu i de divulgació científica dirigit als nens, molt popular en la seva versió doblada la dècada del 1990 als territoris de parla catalana. Estava basat en la tira còmica You Can with Beakman and Jax sindicada d'Universal Press Syndicate.

## Sinopsi
El programa era protagonitzat per Paul Zaloom com a Beakman, un científic excèntric que du a terme experiments i demostracions en resposta al correu dels espectadors per il·lustrar diversos conceptes científics i ensenyar als joves els principis de la ciència, sempre amb un to còmic i encarant el prototip de científic boig. Beakman era ajudat en els seus experiments per una assistent femenina igual que a la tira còmica en què es basava. El nom de l'assistent va canviar al llarg del programa; per a la temporada 1, va ser Josie (interpretada per Alanna Ubach); durant les temporades 2 i 3, va ser Liza (interpretada per Eliza Schneider); i per a la temporada 4, va ser Phoebe (interpretada per Senta Moses). Beakman també va ser ajudat per una rata de laboratori antropomòrfica, en Lester, que només es mou per menjar i representa el contrapunt del protagonista, delerós d'educar i aprendre. En l'episodi pilot, en Lester era un titella, però en tots els episodis posteriors era simplement un home despistat i groller (Mark Ritts) amb un vestit de rata esquinçat. En una broma recorrent, s'identificava el específicament per ell i els altres com un home amb un vestit de rata, o com un actor seriós amb un agent dolent.
Un altre membre ocasional del repartiment és el càmera invisible "Ray", que és interpretat per les mans del mestre d'accessoris Ron Jancula. Ray ajuda en Beakman donant-li diversos articles, com el "simuloscopi" (boguscope a l'original). Al llarg del programa es suggereix que Ray està enamorat de la maquilladora sense nom del programa. L'actriu Jean Stapleton també va aparèixer al programa com la mare de Beakman. En alguns dels sketchs durant l'espectacle, el personatge del Professor Soc Molt Avorrit (I. M. Boring a l'original) (també interpretat per Paul Zaloom, en un doble paper) fa aparicions i parla sobre diversos temes científics.
Zaloom també va aparèixer com a diversos "científics convidats" i personatges històrics, com ara Thomas A. Edison, Robert H. Goddard i Philo Taylor Farnsworth.
La major part dels programes incloïen la secció "La Beakmania" en que l'ajudant d'en Beakman llegeix diverses preguntes dels telespectadors que en Beakman responia ràpidament. El 1994 Pressman Toy Corp. va publicar un joc de taula basat en aquesta secció.
Un segment freqüent del programa era el famós "Repte d'en Beakman" ("Beakman Challenge" a l'original). Durant aquest segment, Beakman desafiaria a Lester a un repte que il·lustri un coneixement científic bàsic. Durant la primera temporada, pràcticament tots els reptes estaven relacionats amb la pressió atmosfèrica o el principi de Bernoulli. El programa va canviar això durant la segona temporada, fent que Lester exclamés a Beakman (mentre explicava la ciència darrere d'un truc): "PRESSIÓ ATMOSFÈRICA! SEMPRE ÉS PRESSIÓ ATMOSFÈRICA!". En episodis posteriors, la resta del repartiment de vegades tindria el seu torn per realitzar un "Repte d'en Beakman" amb el seu propi nom i desafiar a Beakman a aconseguir la gesta.
Abans d'un experiment, es donava la següent advertència verbal: «Qualsevol experiment que es realitzi a casa s'ha de fer amb la supervisió d'un adult i s'han de prendre totes les precaucions de seguretat adequades. S'han de seguir exactament totes les instruccions i no s'han d'utilitzar substitutius». El mateix avís es donava durant els crèdits finals de la primera temporada.
A l'inici i al final del programa, així com abans o després d'algunes pauses comercials de la versió original, l'espectacle presentava escenes breus que representaven els pingüins titelles, Don (amb la veu de Bert Berdis) i Herb (amb la veu d'Alan Barzman), al pol Sud veient El món d'en Beakman a la televisió. També apareixien durant el programa quan es feia esment dels pols o de pingüins. Els pingüins van rebre el nom per Don Herbert, que va interpretar a Mr. Wizard a Mr. Wizard's World. Mark Ritts (Lester) també era un dels titellaires que movien els pingüins.
Va ser produït per ELP Communications, Columbia Pictures Television, Universal Belo Productions, i Columbia TriStar. En el moment de màxima popularitat el programa fou vist a noranta països. A Catalunya fou emés per Televisió de Catalunya mentre al País Valencià l'emetia RTVV per mitjà de Canal 9 i Punt 2 en el programa infantil Babalà Club.

## Temporades
| Temporada | Temporada | Episodis | Episodis | Dates d’emissió        | Dates d’emissió       |
| Temporada | Temporada | Episodis | Episodis | Primera emissió        | Última emissió        |
| --------- | --------- | -------- | -------- | ---------------------- | --------------------- |
|           | 1         | 26       | 26       | 16 de setembre de 1992 | 22 de maig de 1993    |
|           | 2         | 26       | 26       | 18 de setembre de 1993 | 3 de desembre de 1994 |
|           | 3         | 13       | 13       | 16 de setembre de 1995 | 2 de desembre de 1995 |
|           | 4         | 26       | 26       | 14 de setembre de 1996 | 4 de gener de 1998    |

## Tema musical
El tema musical d'El món d'en Beakman va ser compost per Mark Mothersbaugh de la banda Devo. El tema és un amalgama de Zydeco i Synthpop i usa un acordió com a riff principal. La cançó també incorpora una gran amplitud d'efectes de so humorístics.

## Publicació en DVD
El 7 de setembre de 2004 es va publicar un DVD titulat The Best of Beakman's World (El millor d'El món d'en Beakman). Aquest DVD és una transferència directa del VHS del mateix nom i només inclou experiments i segments extrets d'El repte d'en Beakman. Encara no hi ha cap llançament d'episodi complet en VHS o DVD.
Des del 23 de maig de 2012 fins al 30 de setembre de 2014 les 4 temporades van estar disponibles, només com a contingut en temps real, a Netflix, amb l'excepció dels cinc episodis següents: 9(1-9), 24(1-24), 31(2-5), 51(2-25) i 66(4-1), fins que la seva llicència de transmissió va finalitzar. El contingut es va eliminar del seu lloc.

## Premis
El món d'en Beakman va ser nominat i va guanyar diversos premis:
- Premi Silver Angel a l'excel·lència als mitjans (1993)
- Premi International Monitor per espectacular postproducció d'àudio (1993)
- Nominació de Television Critics Association per espectacular programa infantil (1993)
- Premi Ollie - American Center for Children's Television (1993)
- Premi Parent's Choice per excepcional compliment de programació infantil (1993)
- Premi Daytime Emmy per fita excepcional en la mescla de so directe i gravat i efectes de so (1993–1994)
- Premi CableACE per millor programa infantil per a majors de 7 anys (1994)
- Premi International Monitor per millor fita en programació infantil i millor postproducció d'àudio en programació infantil (1994)
- Nominació de Seven Daytime Emmy Awards per espectacular serie infantil (1995)
- 2n premi Daytime Emmy per fita excepcional en la mescla de so directe i gravat i efectes de so (1994–1995).

## Exposició
El 31 de gener de 1998 el Cincinnati Museum Center va inaugurar una exposició interactiva anomenada Beakman's World On Tour (El món d'en Beakman en gira) basada en el programa de televisió, de 370m². Aquesta exposició va mostrar-se en diverses ciutats dels EUA.